# Cephalops pendleburyi
Cephalops pendleburyi är en tvåvingeart som beskrevs av Enrico Adelelmo Brunetti 1927. Cephalops pendleburyi ingår i släktet Cephalops och familjen ögonflugor. Inga underarter finns listade i Catalogue of Life.